# Maxime de Zeeuw
Maxime de Zeeuw (* 26. April 1987 in Uccle/Ukkel, Belgien) ist ein ehemaliger belgischer Basketballspieler.

## Karriere
De Zeeuw begann seine Basketballlaufbahn in seiner Heimat beim Eclair BC, von 2004 bis 2005 spielte er bei Excelsior Brussels. Er wechselte in der folgenden Saison zum RBC Verviers-Pepinster. Dort spielte de Zeeuw mehrere Jahre, unterbrochen nur von der Saison 2010/11 bei den Gent Hawks. 2009 wurde er zum belgischen Nachwuchstalent des Jahres gewählt. Während seiner Tätigkeit bei den Antwerp Giants wurde de Zeeuw 2013 in die belgische Nationalmannschaft berufen. 2014 gewann er in Belgien die Auszeichnung Bester Spieler des Jahres.
Nach jeweils einer Saison in Italien und Tschechien wechselte de Zeeuw im Sommer 2016 zu den EWE Baskets Oldenburg in die deutsche Basketball-Bundesliga. Für die Niedersachsen bestritt der Belgier in der Bundesliga bis 2018 insgesamt 61 Spiele. In seinen beiden Bundesliga-Spieljahren in Oldenburg erzielte er im Durchschnitt rund 9 Punkte je Begegnung.
Von 2018 bis 2020 trat de Zeeuw für den spanischen Erstligisten Obradoiro CAB an. In der Saison 2020/21 spielte er für den israelischen Verein Hapoel Holon und wechselte hernach zu Hapoel Holon nach Israel. In Folge eines Spieljahres in Italien kehrte de Zeeuw nach Belgien zurück.
Im Juli 2024 gab de Zeeuw das Ende seiner Laufbahn als Berufsbasketballspieler bekannt. Für die belgische Nationalmannschaft kam er insgesamt in 125 Länderspielen zum Einsatz. Zeitweise war er Mannschaftskapitän der Auswahl.